# Ганн мак Дела
Ганн мак Дела — (ірл. — Gann mac Dela) — верховний король Ірландії з племені Фір Болг. Брат легендарного короля Ірландії Слайне мак Дела (ірл. — Sláine mac Dela). Час правління (згідно середньовічної ірландської історичної традиції): 1511–1507 до н. е. (згідно «Історії Ірландії» Джеффрі Кітінга) або 1931–1927 до н. е. згідно хроніки Чотирьох Майстрів. Син Дела (ірл. — Dela). Змінив на престолі свого брата — Рудрайге мак Дела після його смерті. Співправитель свого брата Геннана мак Дела.
Коли плем'я Фір Болг переселились в Ірландію (до того незаселену, спустошену епідеміями і нашестям фоморів), п'ять братів розділили між собою острів Ірландія. Ганн мак Дела та Сеннганн (ірл. — Gann, Senngann) висадились в місцевості Інбер Дубглайсе (ірл. — Inber Dubglaise) — нині узбережжя Мюнстера. Ганн і Сеннганн розділили між собою землю Мюнстер — Ганн став володіти північним Мюнстером, а Сеннганн — південним.
Після смерті їхнього брата Рудрайге Ганн разом зі своїм братом Геннаном стали співправителями Ірландії і правили нею 4 роки. Ган мак Дела помер від чуми разом зі своїм братом і ще з тисячами своїх спів племінників під час її епідемії.